# История почты и почтовых марок Габона
История почты и почтовых марок Габона, государства на западе центральной Африки со столицей в Либревиле, условно подразделяется на колониальный период (до 1958) и период независимости (с 1958).
Габон является членом Всемирного почтового союза (ВПС; с 1961). Современным почтовым оператором страны выступает La Poste SA.

## Раннее развитие почты
Самое первое почтовое отделение было открыто в Либревиле в 1862 году. Почта из него направлялась через британское почтовое отделение на Фернандо По (ныне Биоко). Для оплаты корреспонденции использовались почтовые марки общего выпуска французских колоний, которые гасились почтовым штемпелем с буквами «GAB» (сокращённо от фр. «GABON» — «ГАБОН») внутри ромба из точек.

## Выпуски почтовых марок

### Первые марки
31 июля 1886 года Габон эмитировал свои первые почтовые марки, которые представляли собой надпечатки на имеющихся в наличии марках, сделанные для покрытия нехватки марок наиболее ходовых номиналов. На марках был надпечатан текст «GAB» («ГАБ») точками и новый номинал.
Вышедшие в 1888 году надпечатки представляли собой только цифру номинала, а в 1889 году на доплатных марках помимо нового номинала была сделана надпечатка текста фр. «GABON / TIMBRE» («ГАБОН / ПОЧТОВАЯ МАРКА») для указания на их пригодность для использования в качестве обычных почтовых марок.
В том же 1889 году на месте были напечатаны типографским способом марки номиналом 15 и 25 сантимов. На марках надпись «Gabon-Congo / POSTES» («Габон-Конго / ПОЧТА») в одном углу, номинал — в противоположном углу и надпись по диагонали «Republique Française» («Республика Франция») по центру.
Все упомянутые первые выпуски выпускались небольшими тиражами и встречаются нечасто.

### Французские колониальные
С 1891 года по 1904 год Габон входил в состав Французского Конго и на его территории использовались марки Французского Конго, но в связи с предоставлением частичной автономии в 1904 году он выпустил собственные почтовые марки. Это были марки из серии «Мореплавание и торговля», использовавшегося всеми французскими колониями. Выпуск состоял из марок 17 номиналов от 1 сантима до 5 франков.
За ним в 1910 году последовала серия марок с рисунками габонской тематики: воин племени фанг, вид Либревиля и женщина племени фанг. Все марки были двухцветными. На марках первого варианта помимо слова «GABON» (Габон) была надпись фр. «CONGO FRANÇAIS» (Французское Конго), но вскоре марки были перегравированы с изменением текста на «AFRIQUE EQUATORIALE» (Западная Африка).
Как и в случае многих других колоний, в 1912 году на остатках почтовых марок выпуска «Мореплавание и торговля» были сделаны надпечатки новых номиналов: «5» и «10».
После 1924 года на марках серии 1910 года делалась надпечатка текста «AFRIQUE EQUATORIALE FRANÇAISE» («Французская Экваториальная Африка»), а после 1927 года на некоторых из них были сделаны дополнительные надпечатки новых номиналов.
В 1932 году вышла новая стандартная серия из 24 номиналов трёх видов рисунков: деревянный плот на реке Огове, портрет де Бразза, и вид селения Сетта-Кемма (англ. Setta Kemma). Серия оставалась в почтовом обращении недолго, поскольку Габон был включён в состав Французской Экваториальной Африки, после чего там использовались почтовые марки последней.

### Независимость
Несмотря на провозглашение в ноябре 1958 года республики, население продолжало использовать почтовые марки Французской Экваториальной Африки. Первый выпуск Республики Габон увидел свет в её первую годовщину, 28 ноября 1959 года. Выпуск состоял из марок двух номиналов с изображением разных портретов премьер-министра Леона Мба. На марках надпись: фр. «République Gabonaise» («Габонская Республика»).

### Эмиссионная политика
В 1960-е годы почтовые выпуски имели вид, в целом характерный для почтовых марок Франции и её бывших колониальных владений: многокрасочные гравированные марки продолговатой формы, либо горизонтальные, либо вертикальные. Некоторые из них представляли собой сознательное подражание рисункам французских почтовых марок, наподобие малоформатных марок с гербом, выпуск которых начался в 1969 году и продолжался ещё и в 1980-х годах (задолго после того, как Франция перестала использовать этот рисунок на своих марках). В 1970-е годы стали постепенно появляться почтовые марки, рисунок которых был рассчитан прежде всего на американских и европейских коллекционеров. Это, к примеру, серия с изображением мотоциклов, выпущенная в 1978 году, лауреатов Нобелевской премии, вышедшая в 1995 году, но они скорее были исключением, чем правилом. В 1965 году Габон выпустил одну из первых почтовых марок на золотой фольге. Почтовая миниатюра была посвящена памяти Альберта Швейцера.

## Другие виды почтовых марок

### Почтово-благотворительные
Почтово-благотворительные марки издавались в Габоне в 1915—1917 годах.

### Доплатные
Надпечатки на французских доплатных марках фр. «Gabon. A.E.F.» («Габон. Ф. Э. А.»). Надпись на марках: фр. «Chiffre-taxe» («Доплата»).